# Fabienne Suter
Fabienne Suter (* 5. Januar 1985 in Sattel) ist eine ehemalige Schweizer Skirennfahrerin. Sie gehörte der Nationalmannschaft von Swiss-Ski an und war vor allem in den Disziplinen Super-G und Abfahrt erfolgreich.

## Biografie
Nach Erreichen der Alterslimite von 15 Jahren nahm Suter ab Dezember 2000 an FIS-Rennen teil, die ersten Europacup-Einsätze folgten im Januar 2002. Im selben Monat gewann sie den Schweizer Riesenslalom-Juniorenmeistertitel und machte damit auf ihr vielversprechendes Talent aufmerksam. Zum Auftakt der Europacupsaison 2002/03 gewann sie in Ål zwei Riesenslaloms, ein weiterer Sieg folgte im Februar 2003 in Oberwölz. In der Europacup-Gesamtwertung belegte sie den zweiten Platz, ebenso in der Riesenslalomwertung. Ihr Weltcup-Debüt gab sie am 12. Dezember 2002 in Val-d’Isère, wo sie im Riesenslalom den 39. Platz belegte. Die ersten Weltcuppunkte gewann sie am 4. Januar 2003 mit Platz 25 im Riesenslalom von Bormio.
Verschiedene Verletzungen machten es Suter über Jahre hinweg unmöglich, im Weltcup Fuss zu fassen. Bei den Weltmeisterschaften 2003 in St. Moritz stürzte sie im zweiten Lauf des Riesenslaloms und zog sich eine Beckenprellung zu. Eine besonders schwerwiegende Verletzung erlitt sie 2003 im Sommertraining in Argentinien mit einer Trümmerfraktur des linken Schienbeins, woraufhin sie die gesamte Saison 2003/04 pausieren musste. Aufgrund chronischer Kniebeschwerden musste sie die Saison 2004/05 nach wenigen Wochen abbrechen. Nach der dritten erfolglosen Operation liess sie sich mit Akupunktur und Osteopathie behandeln, was gemäss ihren Aussagen eine deutliche Besserung brachte.
Über FIS- und Europacuprennen kehrte Suter in der Saison 2006/07 in den Weltcup zurück, wobei sie vermehrt auf Super-G und Abfahrt setzte; das beste Weltcup-Ergebnis in diesem Winter war ein 20. Platz. Erstaunlich gut schnitt sie bei den Weltmeisterschaften 2007 in Åre ab, wo sie im Super-G auf den 11. Platz und im Riesenslalom auf den 13. Platz vorstiess; in beiden Rennen musste sie mit einer hohen Startnummer antreten. Mit der Schweizer Mannschaft gewann sie zum Abschluss der WM die Bronzemedaille im Mannschaftswettbewerb, wobei sie mit der zweitschnellsten Zeit in ihrem Super-G-Lauf wesentlich dazu beigetragen hatte.
Ihr erstes Top-10-Ergebnis im Weltcup erzielte Suter am 2. Dezember 2007 mit Platz 10 im Super-G von Panorama. Am 10. Februar 2008 feierte sie beim Super-G in Sestriere überraschend ihren ersten Weltcupsieg, zeitgleich mit der Österreicherin Andrea Fischbacher. Rund einen Monat später, am 13. März 2008 beim Weltcupfinal in Bormio, folgte sogleich der nächste Super-G-Sieg, womit sie in der Saison 2007/08 den dritten Platz in der Disziplinenwertung belegte. In der Saison 2008/09 fuhr Suter im Super-G mehrmals aufs Podest und belegte in der Disziplinenwertung erneut den dritten Platz. Am 27. Februar 2009 siegte Suter in Bansko erstmals in einer Weltcupabfahrt. Bei den Weltmeisterschaften 2009 in Val-d’Isère konnte sie die hohen Erwartungen nicht erfüllen: Sie fuhr auf Platz 8 in der Super-Kombination, Platz 11 im Super-G und Platz 17 in der Abfahrt.
In der Weltcupsaison 2009/10 erreichte Suter zwei Podestplätze – je einen in Abfahrt und Super-G – und insgesamt neun Top-10-Platzierungen. Damit wurde sie wie schon im Vorjahr Siebte im Gesamtweltcup. Bei den Olympischen Winterspielen 2010 in Vancouver war sie nicht vom Glück begünstigt: Mit einem 4. Platz im Riesenslalom, einem 5. Platz in der Abfahrt sowie einem 6. Platz in der Super-Kombination verpasste sie das Podest jeweils nur knapp und musste sich mit drei Olympischen Diplomen zufriedengeben. Weniger erfolgreich als die Vorjahre verlief die Weltcupsaison 2010/11. Suter fuhr zwar achtmal in die Top 10, erreichte aber keinen Podestplatz und fiel in allen Weltcupwertungen zurück. Bei den Weltmeisterschaften 2011 in Garmisch-Partenkirchen wurde sie 8. im Super-G und 13. in der Abfahrt. Berichte verschiedener Medien, wonach ein Burn-out die Ursache für die eher mittelmässige Saison verantwortlich gewesen sei, wies sie zurück.
Im Winter 2011/12 stand Suter wieder in drei Weltcuprennen auf dem Podest, wobei ihr am 8. Januar 2012 im Super-G von Bad Kleinkirchheim der erste Sieg nach knapp drei Jahren gelang. Am 27. Januar 2012 stürzte sie im Slalom der Super-Kombination von St. Moritz und verletzte sich dabei. Nachdem zunächst eine Zerrung diagnostiziert worden war, ergab eine Nachuntersuchung einen Kreuzbandriss im rechten Knie. Damit war die Saison für sie vorzeitig zu Ende. Suter fand in der darauf folgenden Saison 2012/13 rasch wieder den Anschluss an die Weltspitze. Sie fuhr im Super-G von St. Anton am Arlberg auf den dritten Platz, hinzu kamen drei weitere Top-10-Ergebnisse. Bei den Weltmeisterschaften 2013 in Schladming fuhr sie im Super-G auf den 5. Platz. Weitere vier Top-10-Platzierungen kamen in der Weltcupsaison 2013/14 hinzu, Podestplätze blieben jedoch aus. Bei den Olympischen Spielen 2014 in Sotschi fuhr Suter erneut knapp an den Medaillen vorbei; sie wurde Fünfte in der Abfahrt und Siebte im Super-G.
Vor der Saison 2014/15 nahm Suter einen Skimarkenwechsel vor (von Stöckli zu Dynastar), von dem sie sich neue Impulse erhoffte. Die Angewöhnung an das neue Material benötigte Zeit, weshalb im folgenden Winter nur drei Top-10-Platzierungen zu Buche standen. Bei den Weltmeisterschaften 2015 in Beaver Creek fuhr Suter in der Abfahrt auf den 9. Platz. Weitaus besser lief es in der Saison 2015/16: Fünfmal stand sie auf dem Podest eines Weltcuprennens, jeweils als Zweitplatzierte. In der Abfahrts-Disziplinenwertung erreichte sie ebenfalls den zweiten Platz. Hingegen konnte sie in der Saison 2016/17 nicht an die Leistungen des Vorwinters anknüpfen. Im Dezember 2016 musste sie sich wegen eines Meniskusrisses im rechten Knie einer Arthroskopie unterziehen und anschliessend fünf Wochen lang pausieren. Je ein siebter Platz bei der Weltcupabfahrt von Garmisch-Partenkirchen und bei der WM-Abfahrt in St. Moritz blieben ihre besten Ergebnisse. Schliesslich erklärte sie am 21. April 2017 ihren Rücktritt vom Spitzensport.

## Erfolge

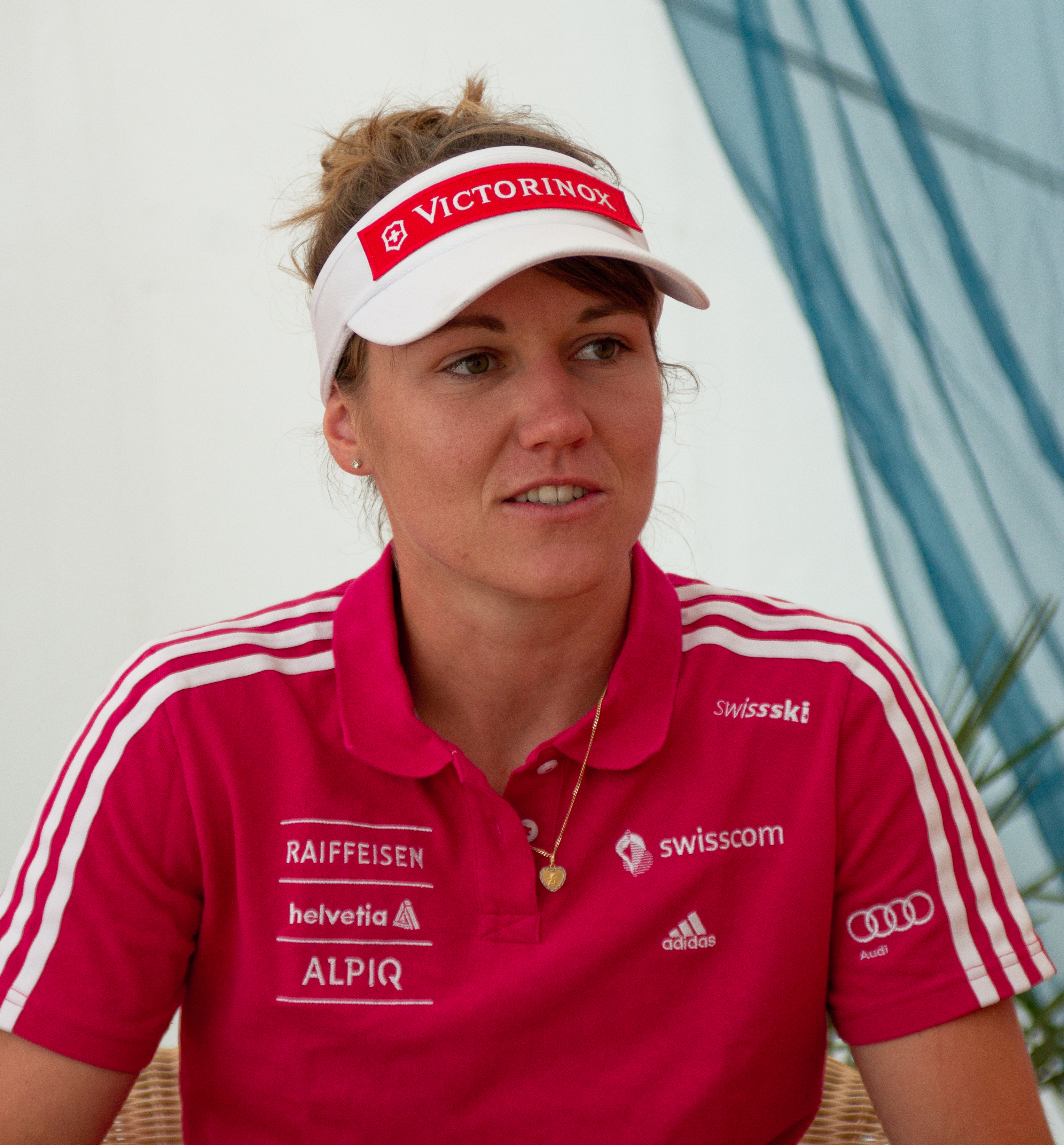
Fabienne Suter im Sommertraining (Juli 2011)

### Olympische Spiele
- Vancouver 2010: 4. Riesenslalom, 5. Abfahrt, 6. Super-Kombination, 13. Super-G
- Sotschi 2014: 5. Abfahrt, 7. Super-G, 26. Riesenslalom

### Weltmeisterschaften
- Åre 2007: 3. Mannschaftswettbewerb, 11. Super-G, 13. Riesenslalom
- Val-d’Isère 2009: 8. Super-Kombination, 11. Super-G, 17. Abfahrt
- Garmisch-Partenkirchen 2011: 8. Super-G, 13. Abfahrt
- Schladming 2013: 5. Super-G
- Vail/Beaver Creek 2015: 9. Abfahrt, 22. Super-G
- St. Moritz 2017: 7. Abfahrt

### Weltcupwertungen
| Saison  | Gesamt                                       | Gesamt                                       | Abfahrt                                      | Abfahrt                                      | Super-G                                      | Super-G                                      | Riesenslalom                                 | Riesenslalom                                 | Kombination                                  | Kombination                                  | CityEvent                                    | CityEvent                                    |
| Saison  | Platz                                        | Punkte                                       | Platz                                        | Punkte                                       | Platz                                        | Punkte                                       | Platz                                        | Punkte                                       | Platz                                        | Punkte                                       | Platz                                        | Punkte                                       |
| ------- | -------------------------------------------- | -------------------------------------------- | -------------------------------------------- | -------------------------------------------- | -------------------------------------------- | -------------------------------------------- | -------------------------------------------- | -------------------------------------------- | -------------------------------------------- | -------------------------------------------- | -------------------------------------------- | -------------------------------------------- |
| 2002/03 | 110.                                         | 6                                            | –                                            | –                                            | –                                            | –                                            | 48.                                          | 6                                            | –                                            | –                                            | –                                            | –                                            |
| 2004/05 | Teilnahme an Weltcuprennen ohne Punktgewinn. | Teilnahme an Weltcuprennen ohne Punktgewinn. | Teilnahme an Weltcuprennen ohne Punktgewinn. | Teilnahme an Weltcuprennen ohne Punktgewinn. | Teilnahme an Weltcuprennen ohne Punktgewinn. | Teilnahme an Weltcuprennen ohne Punktgewinn. | Teilnahme an Weltcuprennen ohne Punktgewinn. | Teilnahme an Weltcuprennen ohne Punktgewinn. | Teilnahme an Weltcuprennen ohne Punktgewinn. | Teilnahme an Weltcuprennen ohne Punktgewinn. | Teilnahme an Weltcuprennen ohne Punktgewinn. | Teilnahme an Weltcuprennen ohne Punktgewinn. |
| 2006/07 | 95.                                          | 40                                           | -                                            | -                                            | 36.                                          | 31                                           | 46.                                          | 9                                            | –                                            | –                                            | –                                            | –                                            |
| 2007/08 | 31.                                          | 357                                          | 35.                                          | 36                                           | 3.                                           | 305                                          | 35.                                          | 16                                           | –                                            | –                                            | –                                            | –                                            |
| 2008/09 | 7.                                           | 797                                          | 8.                                           | 194                                          | 3.                                           | 408                                          | 20.                                          | 87                                           | 6.                                           | 108                                          | –                                            | –                                            |
| 2009/10 | 7.                                           | 568                                          | 7.                                           | 200                                          | 4.                                           | 266                                          | 27.                                          | 42                                           | 6.                                           | 60                                           | –                                            | –                                            |
| 2010/11 | 18.                                          | 384                                          | 15.                                          | 143                                          | 12.                                          | 120                                          | 31.                                          | 40                                           | 13.                                          | 51                                           | 5.                                           | 30                                           |
| 2011/12 | 18.                                          | 389                                          | 16.                                          | 132                                          | 5.                                           | 226                                          | 36.                                          | 31                                           | –                                            | –                                            | –                                            | –                                            |
| 2012/13 | 28.                                          | 269                                          | 25.                                          | 64                                           | 7.                                           | 195                                          | 44.                                          | 10                                           | –                                            | –                                            | –                                            | –                                            |
| 2013/14 | 30.                                          | 230                                          | 14.                                          | 161                                          | 23.                                          | 52                                           | 47.                                          | 8                                            | 22.                                          | 9                                            | –                                            | –                                            |
| 2014/15 | 25.                                          | 297                                          | 9.                                           | 212                                          | 20.                                          | 85                                           | –                                            | –                                            | –                                            | –                                            | –                                            | –                                            |
| 2015/16 | 11.                                          | 648                                          | 2.                                           | 463                                          | 11.                                          | 185                                          | –                                            | –                                            | –                                            | –                                            | –                                            | –                                            |
| 2016/17 | 69.                                          | 89                                           | 26.                                          | 69                                           | 40.                                          | 20                                           | –                                            | –                                            | –                                            | –                                            | –                                            | –                                            |

### Weltcupsiege
- 20 Podestplätze in Einzelrennen, davon 4 Siege:

| Datum              | Ort                | Land       | Disziplin |
| ------------------ | ------------------ | ---------- | --------- |
| 10. Februar 2008 * | Sestriere          | Italien    | Super-G   |
| 13. März 2008      | Bormio             | Italien    | Super-G   |
| 27. Februar 2009   | Bansko             | Bulgarien  | Abfahrt   |
| 8. Januar 2012     | Bad Kleinkirchheim | Österreich | Super-G   |

* zeitgleich mit Andrea Fischbacher
- 2 Podestplätze bei Mannschaftswettbewerben

### Europacup
- Saison 2002/03: 2. Gesamtwertung, 2. Riesenslalomwertung, 5. Abfahrtswertung
- 6 Podestplätze, davon 4 Siege

| Datum             | Ort       | Land       | Disziplin    |
| ----------------- | --------- | ---------- | ------------ |
| 28. November 2002 | Ål        | Norwegen   | Riesenslalom |
| 29. November 2002 | Ål        | Norwegen   | Riesenslalom |
| 11. Februar 2003  | Oberwölz  | Österreich | Riesenslalom |
| 21. Februar 2008  | Candanchú | Spanien    | Riesenslalom |

### Juniorenweltmeisterschaften
- Tarvisio 2002: 8. Kombination, 13. Super-G, 16. Riesenslalom, 19. Abfahrt, 37. Slalom
- Puy Saint-Vincent 2003: 6. Abfahrt, 19. Slalom

### Weitere Erfolge
- 3 Schweizer Meistertitel (Riesenslalom 2003, Super-G 2009, Abfahrt 2016)
- 1 Schweizer Juniorenmeistertitel (Riesenslalom 2002)
- 2 Siege im Australia New Zealand Cup
- 7 Siege in FIS-Rennen